# Neal McDonough
Neal P. McDonough (ur. 23 lutego 1966 w Dorchester) – amerykański aktor filmowy i telewizyjny.

## Życiorys
Urodzony w Dorchester, w dzielnicy Bostonu w stanie Massachusetts jako syn Catherine (z domu Bushe) i Franka McDonough, właścicieli motelu. Jego rodzice byli imigrantami z Irlandii; matka z hrabstwa Tipperary, natomiast ojciec z hrabstwa Galway. Dorastał w Barnstable w Massachusetts, gdzie ukończył szkołę średnią Barnstable High School. Uczęszczał na Syracuse University w Syracuse w stanie Nowy Jork, gdzie był członkiem bractwa Sigma Chi. Dyplom uczelni zdobył w 1988.
Występował w London Academy of Dramatic Arts and Sciences w takich sztukach jak Cheap Talk, Foreigner, Jak wam się podoba, Rivals Richarda Brinsleya Sheridana, Sen nocy letniej, Waiting for Lefty czy Łysa śpiewaczka.
W 1991 zdobył nagrodę dla najlepszego aktora dramatycznego za film Away Alone. Występował w wielu filmach oraz serialach, takich jak Kompania braci, Star Trek: Pierwszy kontakt, Raport mniejszości, Autostopowicz czy Gotowe na wszystko.

## Życie prywatne
Neal McDonough jest mężem Ruvé Robertson. Mają pięcioro dzieci: syna Morgana "Little Buck" Patricka (ur. 2005) (jego dodatkowe imię było hołdem dla bohatera II wojny światowej Lynna "Buck" Comptona, którego rolę odtwarzał McDonough w serialu Kompania Braci), córki: Catherine Maggie (ur. 2007), London Jane (ur. 2010), Clover Elizabeth (ur. 2011), oraz Jamesa Hamiltona (ur. 2014).

## Filmografia

### Filmy
- 1990: Człowiek ciemności (Darkman) jako pracownik doku 2
- 1991: Babe Ruth jako Lou Gehrig
- 1992: Dowód winy (The Burden of Proof) jako John Granum
- 1992: Cruel Doubt jako Neal Henderson
- 1993: Oblężenie Waco (In the Line of Duty: Ambush in Waco) jako Jason
- 1993: Człowiek honoru (Jack Reed: Badge of Honor)
- 1994: Anioły na boisku (Angels in the Outfield) jako Whitt Bass
- 1995: White Dwarf jako dr Driscoll Rampart
- 1995: Blue River jako Edward Sellars
- 1995: Trzy życzenia (Three Wishes) jako policjant
- 1995: Był sobie twardziel (One Tough Bastard) jako agent Ward
- 1996: Star Trek: Pierwszy kontakt (Star Trek: First Contact) jako porucznik Hawk
- 1997: W morzu ognia (Fire Down Below) jako kierowca ciężarówki
- 1997: Murder Live! jako Hank Wilson
- 1997: Inwazja (Invasion) jako Randy North
- 1998: Circles jako Brian Miano
- 1998: Grace i Glorie (Grace and Glorie) jako David
- 1998: Mówię Ci (Telling You) jako Eddie
- 1999: Balonowa Farma (Balloon Farm) jako szeryf
- 1999: A Perfect Little Man jako Billy Morrisson
- 1999: Drapieżcy (Ravenous) jako Reich
- 2000: Silent Men jako Liam
- 2001: You're Killing Me... jako Peter Gish
- 2002: Raport mniejszości (Minority Report) jako oficer Gordon Fletcher
- 2003: Machine jako Jack Ford
- 2003: They Call Him Sasquatch jako Ned Dwyer
- 2003: Linia czasu (Timeline) jako Frank Gordon
- 2004: Z podniesionym czołem (Walking Tall) jako Jay Hamilton
- 2005: Silent Men jako Liam
- 2006: Patrol (The Guardian) jako Skinner
- 2006: Sztandar chwały (Flags of Our Fathers) jako kapitan Severance
- 2006: Ostatni raz (The Last Time) jako Hurly
- 2007: Machine jako Jack Ford
- 2007: Wiem, kto mnie zabił (I Know Who Killed Me) jako Daniel Fleming
- 2007: Autostopowicz (The Hitcher) jako porucznik Esteridge
- 2007: 88 minut (88 Minutes) jako Jon Forster
- 2007: Brothers Three: An American Gothic jako Rick
- 2008: Zdrajca (Traitor) jako Max Archer
- 2008: Niezłomny (Forever Strong) jako trener Richard Penning
- 2009: Street Fighter: Legenda Chun-Li jako generał M. Bison
- 2009: Horsemen – jeźdźcy Apokalipsy (The Horsemen) jako Krupa
- 2011: Kapitan Ameryka: Pierwsze starcie (Captain America: The First Avenger) jako Timothy „Dum Dum” Dugan
- 2011: Czas zbrodni (Ticking clock) jako Keene
- 2013: Agentka Carter (Agent Carter) jako Timothy „Dum Dum” Dugan
- 2022: Sonic 2. Szybki jak błyskawica (Sonic the Hedgehog 2) jako Major Bennington

### Seriale TV
- 1991: Zagubiony w czasie (Quantum Leap) jako Chucky
- 1991: China Beach jako Lurch
- 1995: White Dwarf jako dr Driscoll Rampart III
- 1995: Iron Man jako Firebrand
- 1995: JAG jako Second Lieutenant Jay Williams
- 1996: The Incredible Hulk jako dr Robert Bruce Banner (głos)
- 1996: Nowojorscy gliniarze (NYPD Blue) jako Jerry Selness
- 1998: Diagnoza morderstwo (Diagnosis: Murder) jako Ross Canin
- 1999: Ja się zastrzelę (Just Shoot Me) jako Craig
- 1999: Balloon Farm jako szeryf
- 2001: Kompania braci (Band of Brothers) jako porucznik Lynn Compton
- 2002: Z Archiwum X (The X-Files) jako agent Comer
- 2002: Puls miasta (Boomtown) jako David McNorris
- 2004–2005: Misja: Epidemia (Medical Investigation) jako dr Stephen Connor
- 2007: Blaszany bohater (Tin Man) jako Wyatt Cain
- 2007: Podróżnik (Traveler) jako Homeland Security Agent
- 2008–2009: Gotowe na wszystko (Desperate Housewives) jako Dave Williams
- 2010: Terriers jako Ford/Tom Cutshaw
- 2011: Prawo i porządek: Zbrodniczy zamiar (Law & Order: Criminal Intent) jako monsignor McTeal
- 2012: Pułapki umysłu (Perception) jako Fredrick James Dafoe
- 2012: Justified: Bez przebaczenia (Justified) jako Robert Quarles
- 2012: CSI: Kryminalne zagadki Nowego Jorku (CSI: NY) jako senator Gordon Hamilton
- 2013: CSI: Kryminalne zagadki Las Vegas (C.S.I.: Crime Scene Investigation) jako Tommy Barnes
- 2013: Mob City jako William Parker
- 2014: W garniturach (Suits) jako Sean Cahill
- 2014: Agenci T.A.R.C.Z.Y. (Agents of S.H.I.E.L.D.) jako Timothy „Dum Dum” Dugan
- 2015: Agentka Carter (Agent Carter) jako Timothy „Dum Dum” Dugan
- 2015–2016: Arrow jako Damien Darhk
- 2015: The Flash jako Damien Darhk
- 2016–2020: DC’s Legends of Tomorrow jako Damien Darhk
- 2017: Twardzielka (Rogue) jako Casey Oaks
- 2020: The 100 jako Anders